# Paracles severa
Paracles severa är en fjärilsart som beskrevs av Berg 1875. Paracles severa ingår i släktet Paracles och familjen björnspinnare. Inga underarter finns listade i Catalogue of Life.